# Tankový kanón

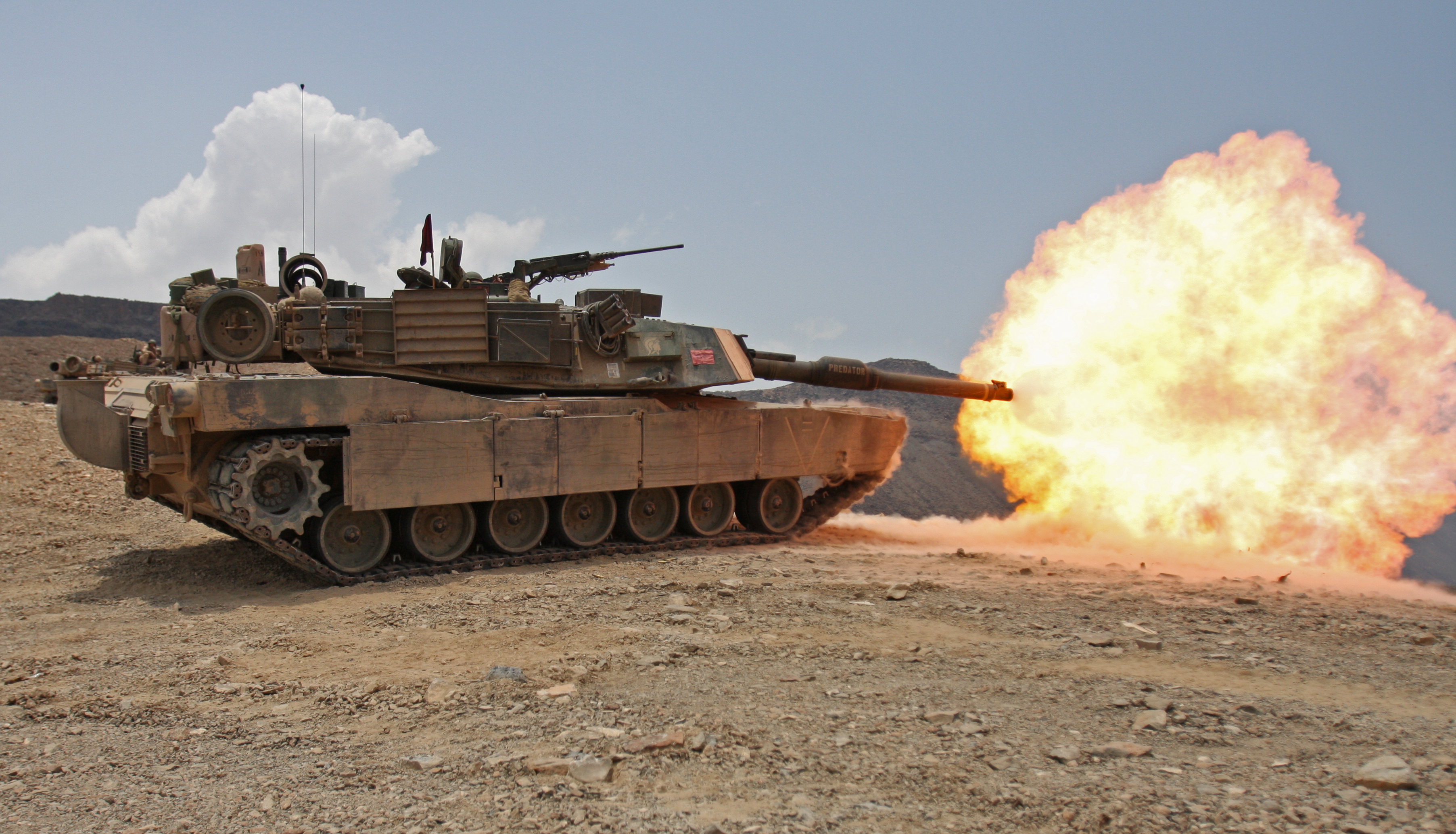
Výstřel kanónu tanku Abrams M1A1

Tankový kanón je hlavní zbraní tanku.
Moderní tankové kanóny jsou dělostřelecké zbraně s vysokou úsťovou rychlostí střely, ráže od 105 mm do 125 mm, které dokážou vystřelovat různé druhy projektilů – od podkaliberních průbojných střel s vysokou energií až po vysoce explozivní střely nebo případně protitankové řízené střely.

## Historie

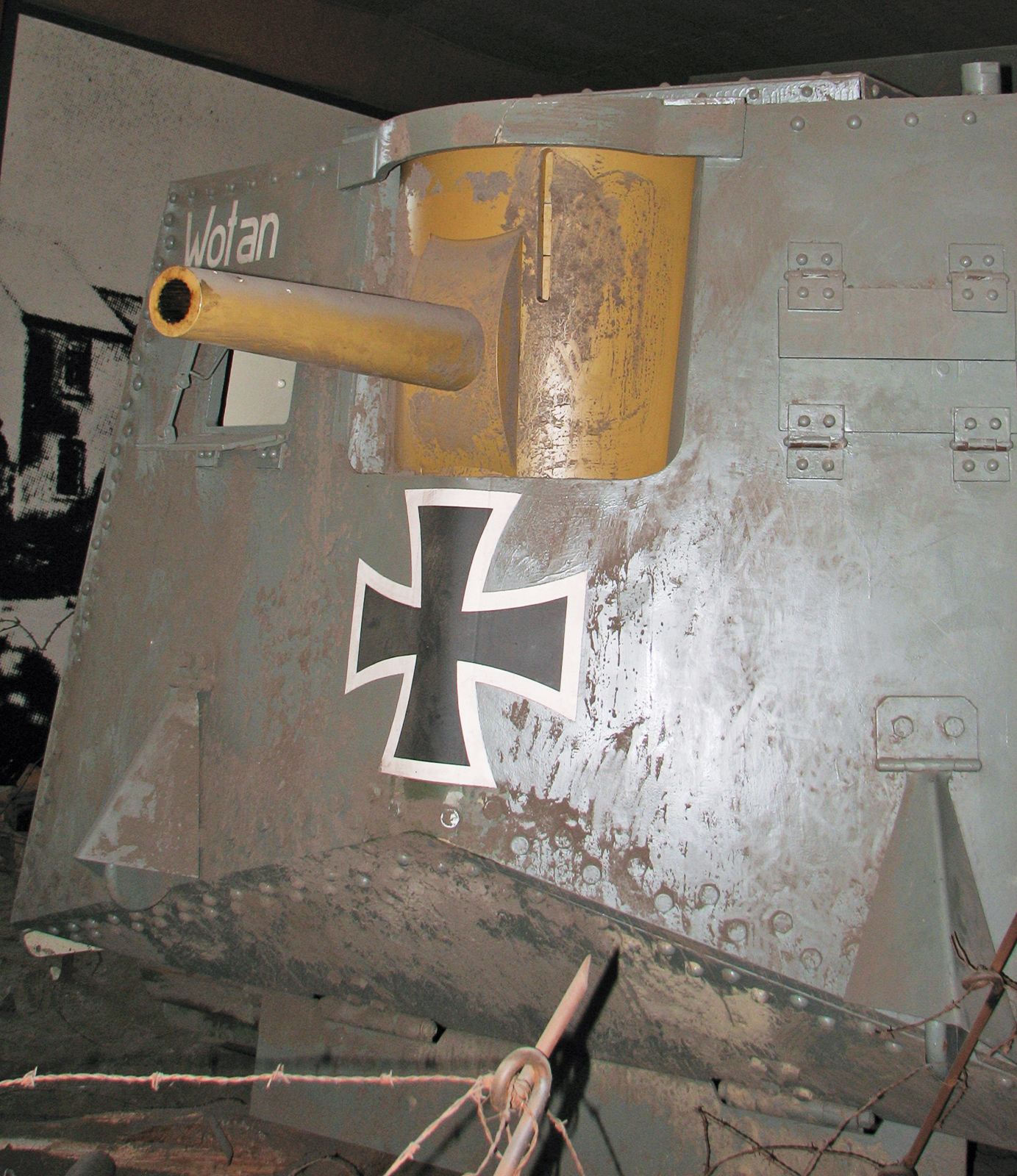
Kanón ráže 57 mm na tanku A7V

## Zvyšování účinnosti kanónu
Přes značné úsilí věnované zvyšování účinnosti současných tankových kanónů je jasné, že požadavky kladené na palebnou sílu tanků budoucnosti stávající kanóny nemohou splnit. Očekává se, že kanón tanku by měl být schopen překonat dvojnásobnou pancéřovou ochranu, jež mají nejlepší tanky současnosti. Této výrazně vyšší účinnosti odpovídá hodnota úsťové energie střely, která by v budoucnosti měla dosáhnout přibližně 20 MJ (pro srovnání – modernizované tanky T-72 mají energii střely 5,2 MJ).[zdroj⁠?!] Přitom existuje několik cest, jak toho dosáhnout.

## Kapalné střeliviny
Kapalné střeliviny, zvláště některé dvousložkové druhy, jsou schopny poskytnout střelám až o několik desítek procent vyšší energii než současné pevné střeliviny. Pokusy s nimi jsou prováděny už několik desítek let.

## Druhy tankových kanónů

### Hlaveň s hladkým vývrtem

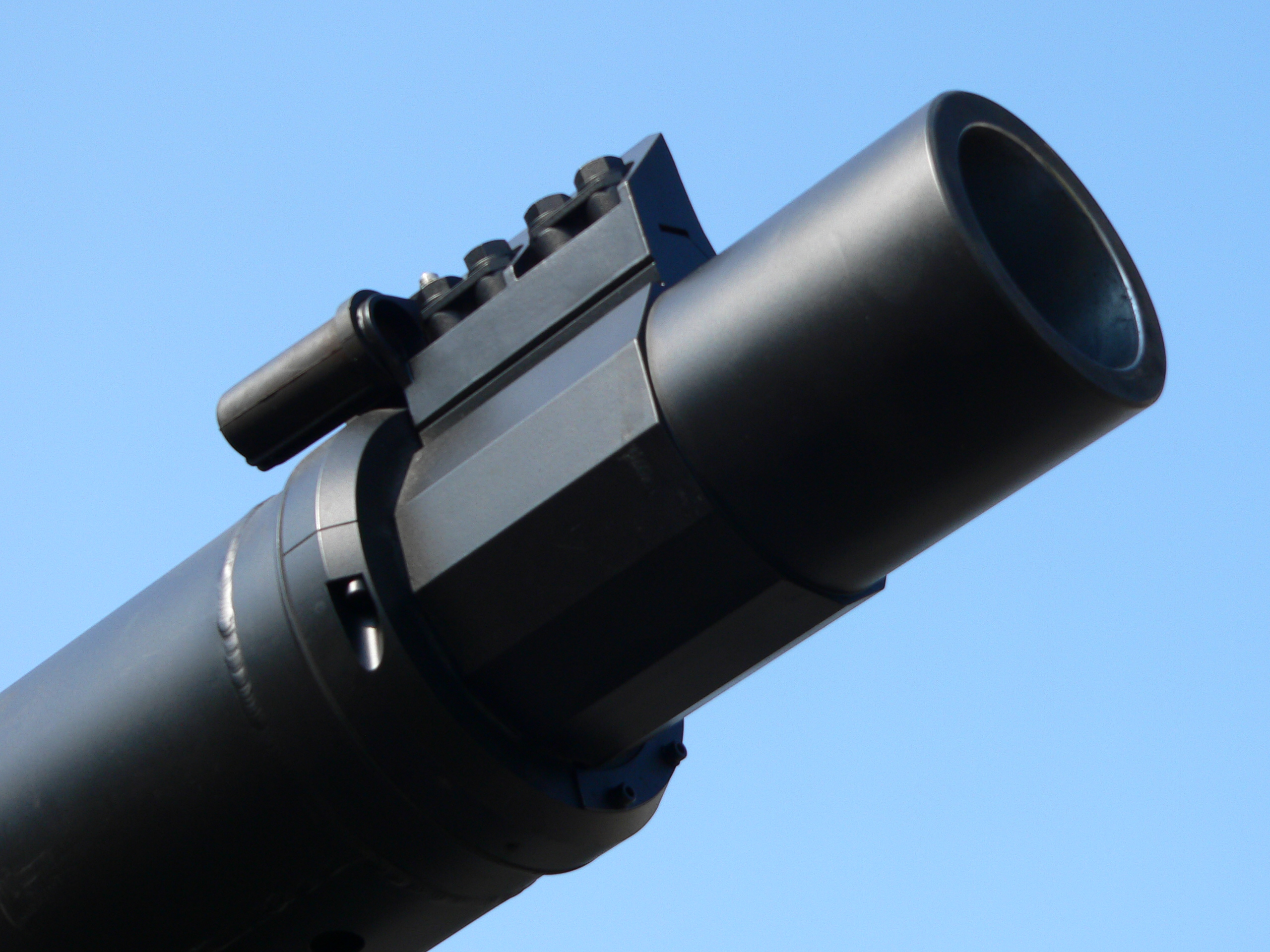
Ústí francouzského kanónu GIAT CN120-26/52

Hlaveň s hladkým vývrtem umožňuje vyšší úsťové rychlosti, ale je mnohonásobně nepřesnější než kanóny s drážkovaným vývrtem[zdroj⁠?!] – SSSR byl dokonce (podle V. Suvorova) donucen stáhnout tanky T-64 s kanóny s hladkým vývrtem a nahradit je starými T-55 s kanóny drážkovanými, protože kanóny s hladkým vývrtem trpěly katastrofální nepřesností.[zdroj⁠?!]
Na druhou stranu je možné z kanónů s hladkým vývrtem odpalovat i protitankové řízené střely.
Nepřesnost byla posléze eliminována přidáním rozevíracích stabilizačních křidélek přímo na tankovou munici.
Tato křidélka jednak způsobí rotaci, jednak mírně zlepší letové vlastnosti střely poskytnutím dodatečného vztlaku. Tyto střely jsou označovány jako APDSFS.

### Hlaveň s drážkovaným vývrtem
U hlavně s drážkovaným vývrtem jde o hlaveň, která má vodící drážky, které roztočí tankový projektil a tím ho stabilizují.
Tato stabilizace však způsobí úbytek rychlosti, díky čemuž mají drážkované kanóny sice vyšší přesnost, ale jejich projektily mají pak menší dosah a menší účinnost v cíli, a hlavně se také rychleji zahřívají. Následkem čehož může na starších tancích dojít k znepřesnění střelby.

### Elektrotermochemický kanón
Elektrotermochemický kanón je v podstatě klasický kanón používající klasickou prachovou náplň s dodatečným elektrotermálním stupněm. To znamená, že v nábojové komoře normálně hoří prachová náplň a vzniklé prachové plyny jsou ve vhodném místě a okamžiku zahřáty silným elektrickým výbojem, což prudce zvyšuje tlak na dno střely a tím její úsťovou rychlost. Vývoji elektrotermochemického kanónu je věnována velká pozornost a uvažuje se o jeho zavedení do výzbroje okolo roku 2016.

### Elektrotermální kanón
V elektrotermálním kanónu je prachová náplň nahrazena inertním materiálem o nízké molekulární hmotnosti (plazmatem). Tento materiál je prudce zahřát silným elektrickým výbojem, rychle expanduje, a tím urychluje střelu v hlavni. Jeho hlavní nevýhodou jsou obrovské energetické nároky při každém výstřelu.

### Elektromagnetický kanón
Elektromagnetický kanón by měl být v porovnání s předchozími typy kanónů efektivnější, protože elektrickou energii používá přímo pro urychlení střely, a není tedy nutná její transformace na termální energii. Platí však pro něj podobné omezení jako u elektrotermálního kanónu – k dosažení úsťové energie střely o velikosti 20 MJ je nutné vynaložit 70 MJ (cca 20 kWh). To odpovídá energii plného výkonu současného motoru tanku po dobu 1–2 minut a spálení 7–10 l paliva. Tuto energii je třeba naakumulovat (do setrvačníku nebo kondenzátoru) a uvolnit ji přes homopolární generátor. Na dobu přibližně jedné milisekundy je třeba vytvořit intenzivní impuls stejnosměrného proudu s výkonem 50 až 100 GW (to je desetinásobek průměrného výkonu všech elektráren v ČR) pro urychlení projektilu. Existují dva perspektivní principy: je možno buď nechat protékat proud částí projektilu v magnetickém poli a využívat k urychlení vzniklé Lorentzovy síly, nebo využít principu vtahování jádra do elektromagnetu.
V současné době[kdy?] už existují funkční prototypy takových kanónů. Technické problémy spojené s hledáním vhodných materiálů, konstrukcí spolehlivého a kompaktního homopolárního generátoru a velmi přesným ovládáním EM pole způsobují, že patrně nelze očekávat zavedení elektrotermálních a elektromagnetických kanónů do výzbroje dříve než ve 30. letech 21. století.[zdroj?]